# I Am a Rebel
I Am a Rebel è un singolo del 1980 composto e scritto da Victorio Pezzolla appositamente per Leif Garrett uscito con etichetta Atlantic Records, Scotti Bros. Records, distribuita in Italia da WEA italiana, che divenne in seguito la sigla della trasmissione TV RAI Il barattolo condotta da Fabrizio Frizzi. La canzone fu arrangiata e prodotta da Richard Finch dei KC and the Sunshine Band, negli studi di Los Angeles.